# Lech (Vorarlberg)
Lech (teilweise auch mit Zusatz Lech am Arlberg) ist eine Gemeinde mit 1569 Einwohnern (Stand 1. Jänner 2025) und ein namensgebendes Dorf am gleichnamigen Fluss im österreichischen Bundesland Vorarlberg und zählt wie beispielsweise auch Ebnit, Damüls oder Mittelberg zu den Vorarlberger Walserdörfern. Die Gemeinde ist ein international bekannter Wintersportort am Arlberg.

## Geografie

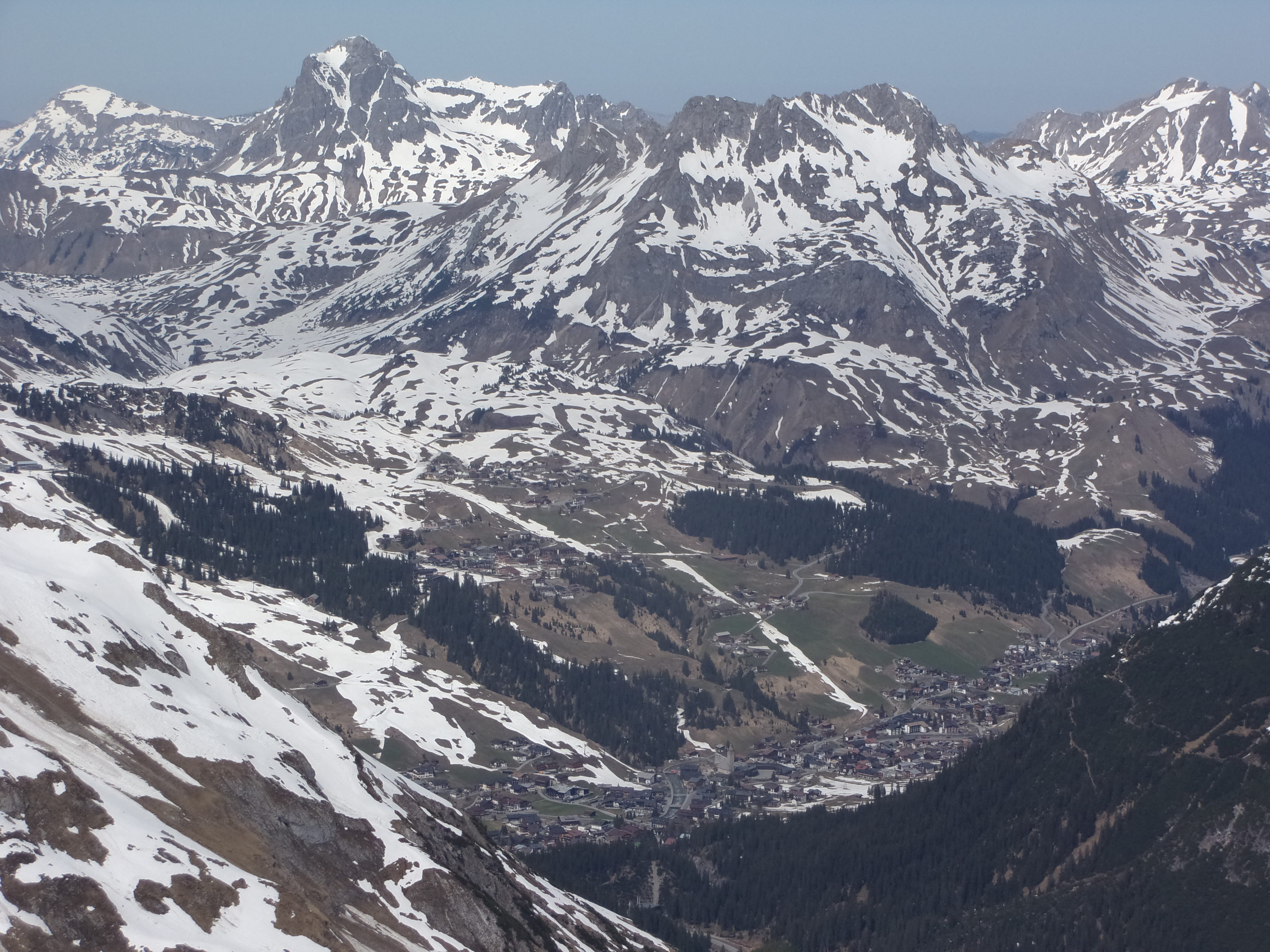
Gesamtansicht von Lech und Oberlech vom Westgipfel der Hasenfluh. Das Karhorn steht über Lech, links hinten der schroffe Widderstein.

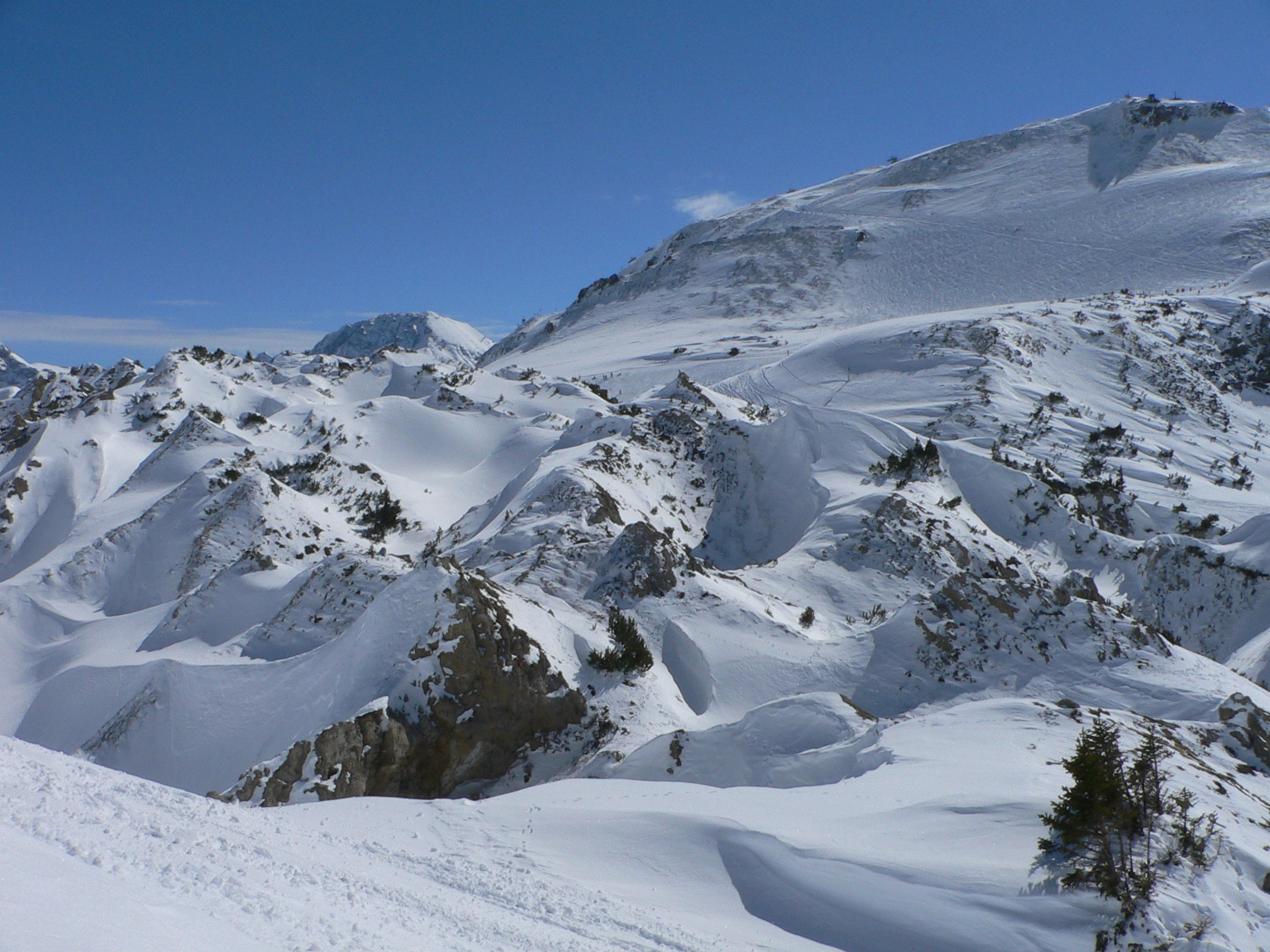
Naturschutzgebiet Gipslöcher

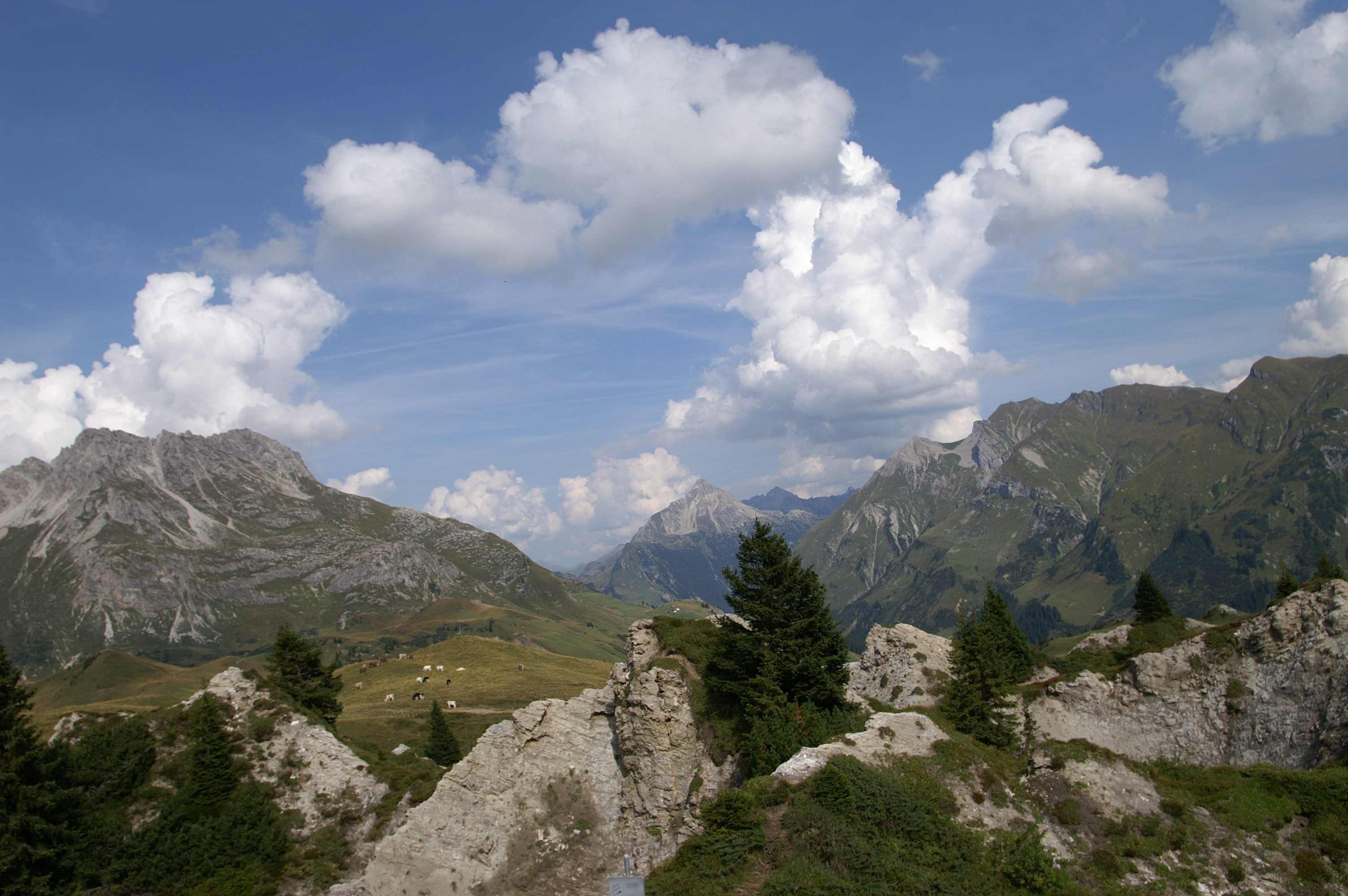
Naturschutzgebiet Gipslöcher

Die Höhenangabe von 1444 m für den Ort bezieht sich auf die Lage der auf einem Hügel stehenden Alten Kirche. 14,1 % der Gemeindefläche sind bewaldet, 58 % der Fläche Alpen. Geografisch und geschichtlich gehört Lech zum Hochtannberggebiet, früher Tannberg, touristisch jedoch wird die Gemeinde zur Region Arlberg gezählt. Lech gehört zum Bezirk Bludenz und auch dem Gerichtsbezirk Bludenz an, liegt aber anders als seine südlichen Nachbargemeinden Klösterle und Dalaas, die ebenfalls zum Bezirk Bludenz gehören, nicht im Klostertal, sondern im Bergmassiv des Arlberges nordöstlich davon.
Im Gemeindegebiet von Lech vereinigen sich die Quellflüsse Formarinbach (Quelle nahe dem Formarinsee) und Spullerbach, der aus dem Spullersee abfließt, zum Fluss Lech, der in weiterer Folge über Warth durch das Tiroler Lechtal Richtung Bayern fließt.

### Gemeindegliederung
Ortsteile sind: Anger, Berg, Burg, Bürstegg, Oberlech, Oberstubenbach, Omesberg, Schönenberg, Straß, Stubenbach, Tannberg, Zug und Zürs.

### Nachbargemeinden
| Schröcken (Bez. Bregenz) | Warth (Bez. Bregenz)                        | Steeg (Bez. Reutte, Tirol)                 |
| Sonntag                  | Kompassrose, die auf Nachbargemeinden zeigt | Kaisers (Bez. Reutte, Tirol)               |
| Dalaas                   | Klösterle                                   | St. Anton am Arlberg (Bez. Landeck, Tirol) |

Lech grenzt an acht andere Gemeinden, wobei fünf davon in Vorarlberg und drei im benachbarten Bundesland Tirol liegen. Von Norden im Uhrzeigersinn liegen um Lech herum die Gemeinden:
- Schröcken und Warth im Bezirk Bregenz,
- Steeg und Kaisers im Tiroler Bezirk Reutte,
- St. Anton am Arlberg im Tiroler Bezirk Landeck,
- die im Klostertal gelegenen Gemeinden Klösterle und Dalaas,
- sowie Sonntag im Großen Walsertal.

Die Gemeindegebiete von Lech, Klösterle, Kaisers und St. Anton am Arlberg treffen sich an der Spitze der Valluga auf 2809 m ü. A., wobei Lech nur in diesem einen Punkt an St. Anton am Arlberg angrenzt. Der gemeinsame Grenzpunkt mit den Gemeinden Schröcken und Sonntag befindet sich auf der Braunarlspitze auf 2649 m ü. A. Daraus ist zum einen die gebirgige Lage von Lech inmitten des Lechquellengebirges ersichtlich, zum anderen der Verlauf der Gemeindegrenze, der sich überwiegend an Berggraten orientiert.

### Erdbebengebiet
Das Gebiet von Lech und Klostertal ist der Erdbebenhotspot von Vorarlberg. Das jemals heftigste Beben (Magnitude = 4,3) wurde hier am 28. Juni 1996 gemessen, das letzte spürbare Beben (M = 3,1) gab es am 16. Oktober 2024 um 03.15 Uhr MESZ (UTC+2). Die Erdkruste aus überlagerten Gesteinsschichten weist hier einen Riss auf.

## Geschichte

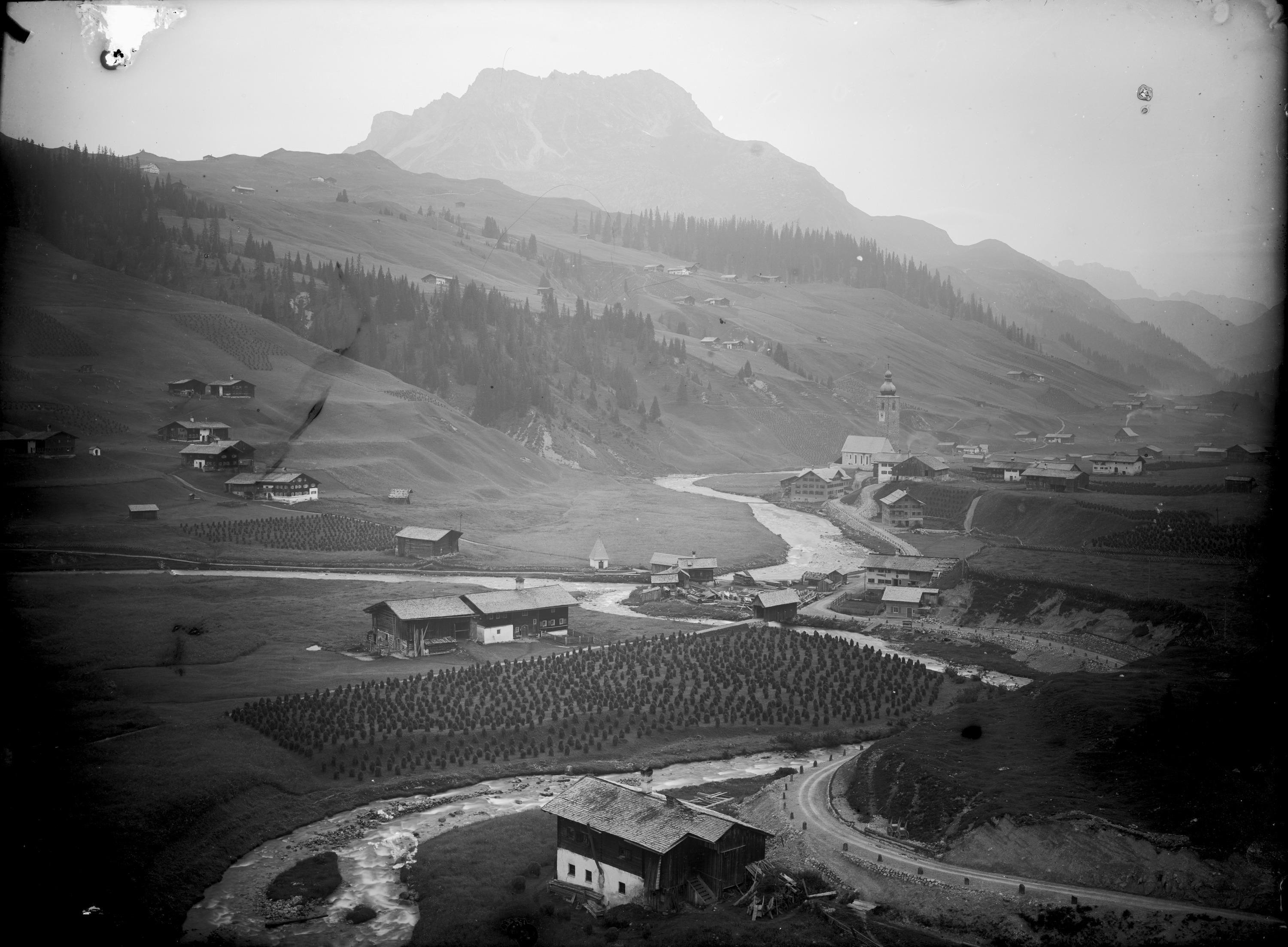
Lech im Sommer mit dem Karhorn im Hintergrund, um das Jahr 1900

Lech wurde im 13./14. Jahrhundert von eingewanderten Walsern gegründet. Sie besiedelten das obere Lechtal von Nordwesten, vom Bregenzerwald aus über den relativ leicht passierbaren Auenfeldsattel (1710 m). Erst mit dem Bau der durch schroffes Gelände führenden und den Flexenpaß überquerenden Lechtalstraße zwischen der Alpe Rauz oberhalb vom Ortsteil Stuben der Gemeinde Klösterle und Lech am Ende des 19. Jahrhunderts konnte Lech auch von Süden relativ leicht erreicht werden. 
Es hieß bis ins 19. Jahrhundert Tannberg, dann setzte sich der aus „Tannberg am Lech“ entstandene Name Lech durch. Die vermutlich im frühen 14. Jahrhundert gebaute Alte Pfarrkirche St. Nikolaus war bis ins 16. Jahrhundert die Pfarrkirche des Gerichtsbezirkes Tannberg, außerdem befand sich das Gerichtsgebäude von Tannberg bis zur Auflösung des Tannberggerichts 1806 in Lech. 
Der kleine Ort hat sich in den letzten Jahrzehnten zunächst durch den Einfluss des Wintertourismus, in der Folge aber auch vermehrt durch Sommertourismus zu einer blühenden Gemeinde entwickelt.
Vorarlbergs jemals (Stand 2024) stärkstes Erdbeben wurde 1996 mit Magnitude 4,3 in Lech detektiert.
Im August 2005 wurden große Teile der Ortschaft durch eine Hochwasserkatastrophe verwüstet. Bis zu 141 Kubikmeter pro Sekunde Wasser, was etwas mehr als einem HQ 100 entsprach, passierten am 23. August 2005 die Messstelle an der Tannbergbrücke in der Nähe des Rüfiplatzes. Das Flussbett war an jener Stelle mehr als einen halben Meter zu flach, um diese Wassermengen ohne Überschwemmungen abzuleiten. Die teils erheblichen Schäden wurden bis zum Beginn der Wintersaison im Dezember 2005 weitestgehend behoben.

## Kultur und Sehenswürdigkeiten

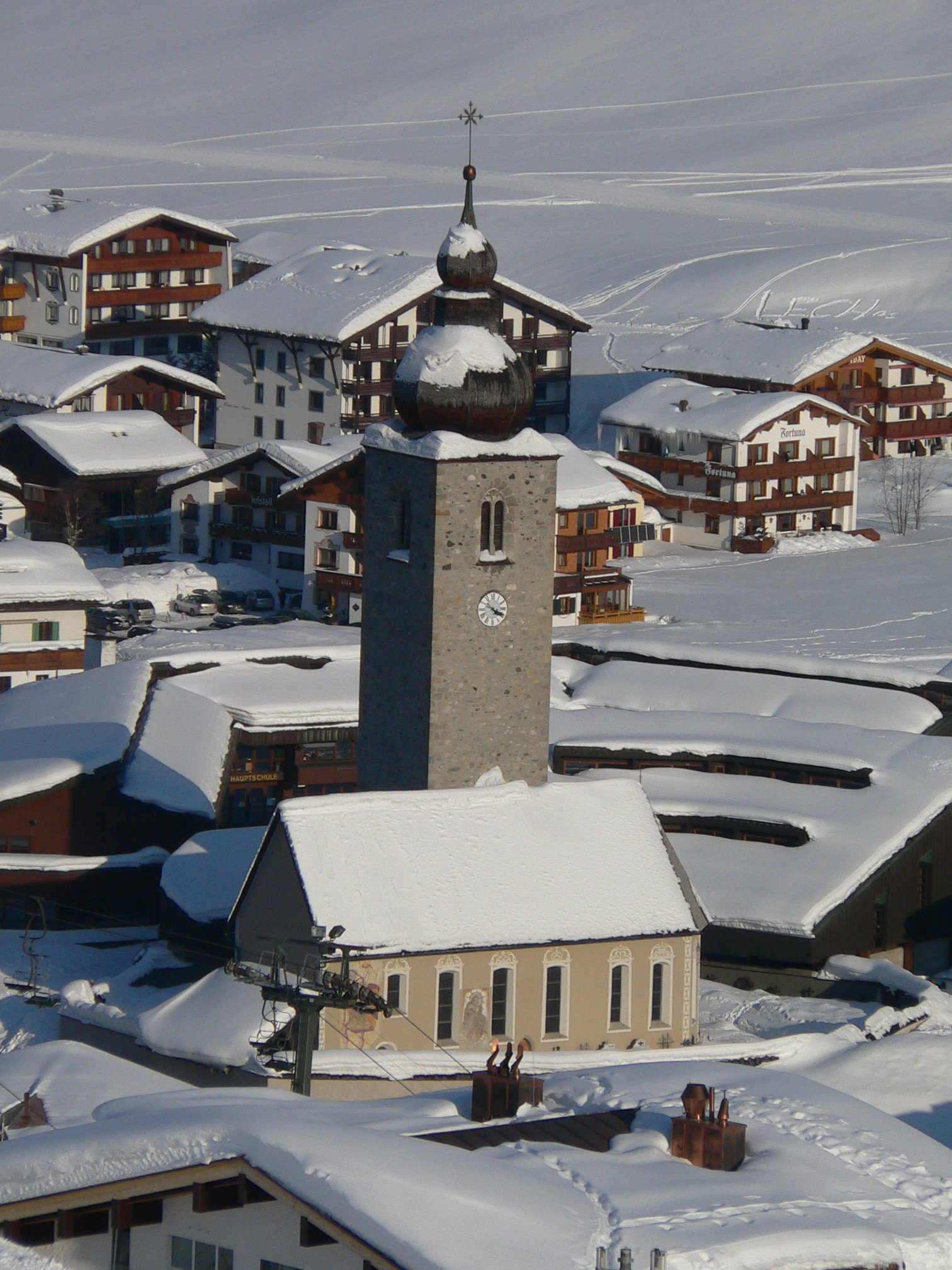
Alte Pfarrkirche St. Nikolaus, neue Kirche (Schrägdach) rechts dahinter

- Alte Pfarrkirche Lech am Arlberg: Die Kirche wurde etwa 1390 im gotischen Stil erbaut und 1987 gründlich renoviert. Die ursprünglich romanische Kirche ist noch an verschiedenen Fresken erkennbar – das komplette Kircheninnere wurde 1791 im Landrokoko-Stil umgestaltet. Besonders markant ist der Turm mit 33 Meter Höhe und seinem einzigartigen Zwiebeldach. In der Glockenstube befinden sich sechs Bronzeglocken. Die älteste Glocke stammt aus dem Anfang des 15. Jahrhunderts. Die Kirche beherbergt eine einmanualige Orgel von Anton Behmann.
- Neue Pfarrkirche Lech am Arlberg
- Kästle-Mountain Museum: Im Dezember 2008 wurde in der Bergstation der Rüfikopfbahn das Kästle Mountain Museum eröffnet. Die Dauerausstellung zeigt die Geschichte der Ski-Marke Kästle sowie deren enge Verbindung mit Lech.
- Aussichtsplattform am Rüfikopf knapp oberhalb der Bergstation der Rüfikopfbahn. Hier bietet sich ein sehr guter Rundblick auf die umliegende Bergwelt.
- Museum Huber-Hus: Das Huber-Hus, das 1590 erbaut wurde, lädt die Besucher im Erdgeschoß zunächst ein, bäuerliches Wohnen und Arbeiten zu entdecken, wobei die Küche den historisch ältesten Kern des Hauses bildet. Exponate vom Barock bis zur Gegenwart stammen von den ursprünglichen Besitzern, der Familie Huber. Besonders wertvoll sind die zahlreichen Exponate in der „Küferwerkstatt“, die teilweise aus dem 18. Jahrhundert stammen. Im Keller des Hauses befindet sich das Archiv der Gemeinde Lech. Im Obergeschoß stehen die renovierten Räume für zweimal jährlich wechselnde Sonderausstellungen zur Verfügung.
- Naturschutzgebiet Gipslöcher: Oberhalb von Lech befindet sich das Naturschutzgebiet „Gipslöcher“. Das Gebiet steht mit über 1.000 Dolinen hervor, wobei die Durchmesser bis zu 100 Meter und eine Tiefe von 35 Meter erreichen können. Das Naturschutzgebiet wurde auch deshalb gegründet, da hier 20 verschiedene Orchideenarten und viele Murmeltiere beheimatet sind. Daher sind Wanderungen zur Blütezeit der Orchideen von Juli bis Mitte August besonders beliebt. Die Landschaft gibt den Orchideen und Murmeltieren optimalen Schutz vor Feind und Wind und das weiche Gipsgestein eignet sich ideal zum Höhlenbau[8].
- Cineastic Gondolas: Zu Beginn der Wintersaison findet ein Kunstfestival für animierte Kurzfilme, Visual Art & Musik in den Gondeln der Rüfikopfbahn bzw. vor und in der Rüfibahn-Bergstation statt.
- Skyspace Lech: dieser Lichtraum und Kunstinstallation wurde 2014 von James Turell konzipiert. Ziel des Künstlers war, das Zusammentreffen von Himmel und Erde in der hochalpinen Landschaft mit neuem Blick zu ermöglichen. Dazu erschuf James Turell ein rundes Bauwerk, das weitgehend unterirdisch angelegt wurde und sich somit optimal in die sensible alpine Landschaft einfügt. In diesem Lichtraum gibt es eine umlaufende Sitzbank, die den Blick auf den freien Himmel zulässt und durch die Erdrotation verschiedene Blickwinkel darbietet. Der Standort zeichnet sich außerdem über eine besondere Sichtachse zwischen dem markanten Gipfel des Biberkopfs und dem Ort Bürstegg einerseits und dem Omeshorn andererseits aus[9].

### Regelmäßige Veranstaltungen
- Der Weiße Ring: Diese Skirennen führt die Teilnehmer über 22 Pistenkilometer, 5500 Höhenmeter und 5 Skilifte durch das gesamte Skigebiet von Lech-Zürs. Das Rennen wird daher auch als „längstes Skirennen der Welt“ bezeichnet. Die Startzahl liegt jährlich bei rund 1000 Teilnehmern. Es gibt ein umfangreiches Rahmenprogramm und das Rennen ist ein beliebter Treffpunkt für aktuelle und ehemalige Skistars.[10]
- Philosophicum Lech: Seit 1997 findet in Lech alljährlich das Philosophicum Lech statt, eine renommierte interdisziplinäre Tagung, die sich mit philosophischer, kultur- und sozialwissenschaftlicher Reflexion, Diskussion und Begegnung auseinandersetzt[11].
- Medicinicum Lech: Eine Public Health Veranstaltung, die sich mit Themen rund um Gesundheit und gesundheitsverlängernde Maßnahmen (Medizin, Technologie, Ernährung, Bewegung etc.) auseinandersetzt. Jedes Jahr dreht sich das Programm um ein Hauptthema. Das Medicinicum Lech 2021 beschäftigt sich etwa mit den Perspektiven für ein längeres Leben[12].
- Erstmals im Juli 2021 findet in Lech das Literaturfest Literaricum Lech statt, das sich jährlich einem Meisterwerk der Weltliteratur widmet. Bei der Premiere 2021 wurde der älteste Bestseller in deutscher Sprache, der „Simplicius Simplicissimus“ von Hans Jakob Christoffel von Grimmelshausen, von verschiedenen Blickwinkeln beleuchtet.[13] Das nächste Literaricum in Lech findet vom 18. bis 21. Juli 2024 statt.[14]

### Ortsbildgestaltung
Im Rahmen des europäischen Wettbewerbes „Entente Florale Europe“ wurde Lech 2004 mit einer Goldmedaille in der Kategorie Dorf ausgezeichnet.

## Sport und Freizeit

### Wintersport
Das Skigebiet Ski Arlberg dies- und jenseits der Vorarlberger Landesgrenze umfasst zurzeit (Stand Saison 2014/15) 350 km präparierte Skipisten sowie 200 km ausgewiesene Tourenabfahrten. Etwa 63 % der Skipisten können beschneit werden. Insgesamt sind 97 Lifte und Seilbahnen mit einer Beförderungskapazität von 123.600 Personen pro Stunde in Betrieb. Auf Lech und Oberlech (Gebiet Arlberg West) entfallen davon 23 Lifte und Seilbahnen sowie 17 Skipisten und 18 Skirouten.
Seit der Wintersaison 2013/14 verbindet die Gondelbahn Auenfeldjet die bis dahin benachbarten, aber voneinander getrennten Skigebiete Ski Arlberg West und Snowworld-Warth-Schröcken. Zur Wintersaison 2016/17 schließt sich die letzte Lücke im Gebiet durch den Bau der Flexenbahn zwischen Stuben und Zürs. 
Das daraus entstandene gemeinsame Skigebiet ist mit insgesamt 88 Liften und 304 Kilometer Pistenabfahrten derzeit das größte in Österreich. Weiterhin können aber auch Karten nur für die jeweiligen Teilskigebiete Snowworld-Warth-Schröcken, Ski Arlberg Ost und -West erworben werden, die Benützung des gesamten Skigebietes setzt den Kauf des Ski Arlberg-Skipass voraus.
Die Piste Langer Zug (Pistennummer 215) vom Rüfikopf (via Piste 181) nach Lech zählt zu den zehn steilsten präparierten Pisten der Welt.
Im Rahmen der extremen Schneefälle in Mitteleuropa im Januar 2019 gelangte der Lange Zug in die Medien, als tagelang ein deutsches Lawinenopfer gesucht wurde:
Eine vierköpfige Gruppe erfahrener deutscher Skifahrer war auf der zu diesem Zeitpunkt gesperrten Piste von einer Lawine getötet worden, bei der ersten Suchaktion konnten nur drei Personen geborgen und erst vier Tage nach dem Unglück konnte auch das vierte Opfer geborgen werden.

### Heliskiing
Lech ist der einzige Ort in Österreich, in dem Heliskiing noch erlaubt ist. Die Landeplätze befinden sich auf dem Mehlsack (2652 m) und an der Orgelscharte in der Nähe der Göppinger Hütte. An Wochenenden und Feiertagen wird nicht geflogen. Der ÖAV bezweifelte, dass die 2016 erfolgte Verlängerung der Bewilligung für den Hubschraubertourismus rechtmäßig ist. Im Jänner 2022 wurde die Genehmigung trotz scharfer Kritik der an der Vorarlberger Regierungskoalition beteiligten Grünen, einer ablehnenden Haltung der Umweltabteilung des Landes Vorarlberg und einer ebenfalls negativ ausgefallenen Stellungnahme der Bezirkshauptmannschaft Bludenz erneut verlängert. 
Die das Heliskiing ausführende Hubschrauberfirma Wucher hatte, wie bisher üblich, wiederum eine Verlängerung der Genehmigung um fünf Jahre beantragt. Aufgrund der zunehmenden Kritik an dieser eine massive Umweltbelastung verursachenden Freizeitbeschäftigung ist die aktuelle Bewilligung diesmal aber auf 2,5 Jahre Laufzeit befristet; eine erneute Verlängerung im Jahr 2024 ist zweifelhaft. Der Vorarlberger Landesrat Rauch sowie der ÖAV kündigten die Prüfung bzw. die Einleitung rechtlicher Schritte gegen die Genehmigung an. 
In den letzten Wintersaisonen fanden jeweils etwa 250 solcher Flüge mit ca. 1000 Teilnehmern statt.

### Liste der Anlagen in Lech und Oberlech
| Name                | Baujahr     | System     | Höhe ü.A. Talstation [Meter] | Höhe ü.A. Bergstation [Meter] | Streckenlänge [Meter] | Beförderungskapazität [Pers./Stunde] | Betrieb Winter | Betrieb Sommer |
| ------------------- | ----------- | ---------- | ---------------------------- | ----------------------------- | --------------------- | ------------------------------------ | -------------- | -------------- |
| Balmengratlift      | 1999        | Stricklift | 2.077                        | 2.082                         | 222                   | —                                    | W              | 0              |
| Bergbahn Oberlech   | 2016        | 80-ATW     | 1.434                        | 1.649                         | 845                   | 1.235                                | W              | S              |
| Flühenlift          | 1964        | 1-SL       | 1.446                        | 1.528                         | 379                   | 620                                  | W              | 0              |
| Hasensprungbahn     | 2003        | 6-CLD/B    | 1.869                        | 2.050                         | 818                   | 2.800                                | W              | 0              |
| Hinterwieslift      | 1958 / 1981 | 2-SL       | 1.475                        | 1.662                         | 602                   | 1.186                                | W              | 0              |
| Kriegerhornbahn     | 2002        | 6-CLD/B    | 1.800                        | 2.171                         | 1.140                 | 2.880                                | W              | 0              |
| Petersbodenbahn     | 1998        | 6-CLD/B    | 1.645                        | 1.929                         | 1.091                 | 3.200                                | W              | S              |
| Rotschrofenbahn     | 1993        | 2-CLF      | 1.866                        | 2.132                         | 1.260                 | 1.434                                | W              | 0              |
| Rüfikopfbahn I      | 1957 / 1972 | 55-ATW     | 1.460                        | 2.350                         | 2.124                 | 500                                  | W              | S              |
| Rüfikopfbahn II     | 1987        | 80-ATW     | 1.456                        | 2.344                         | 2.173                 | 800                                  | W              | 0              |
| Schafalpelift       | 2003        | 1-SL       | 1.989                        | 2.065                         | 666                   | 600                                  | W              | 0              |
| Schlegelkopfbahn I  | 1990        | 4-CLD/B    | 1.441                        | 1.808                         | 1.298                 | 2.400                                | W              | 0              |
| Schlegelkopfbahn II | 1972        | 2-CLF      | 1.441                        | 1.829                         | 1.393                 | 1.200                                | W              | S              |
| Schlosskopfbahn     | 1964 / 1998 | 2-CLF      | 1.435                        | 1.773                         | 1.428                 | 850                                  | W              | 0              |
| Steinmähderbahn     | 2003        | 8-CLD/B    | 1.822                        | 2.309                         | 1.288                 | 4.000                                | W              | 0              |
| Übungslift Oberlech | 1963        | 1-SL       | 1.740                        | 1.828                         | 453                   | 800                                  | W              | 0              |
| Weibermahdbahn      | 2011        | 8/10-CGD   | 1.786                        | 1.923                         | 771                   | 3.874                                | W              | 0              |
| Zugerbergbahn       | 1969 / 1988 | 2-CLF      | 1.490                        | 2.105                         | 1.460                 | 1.440                                | W              | 0              |

Die Abkürzungen in der Spalte „System“ sind unter Luftseilbahn erläutert.
Letzte 2 Spalten:
W = Winterbetrieb / S = Sommerbetrieb; jeweils grün unterlegt
0 = kein Sommerbetrieb, rot hinterlegt

### Mountainbike

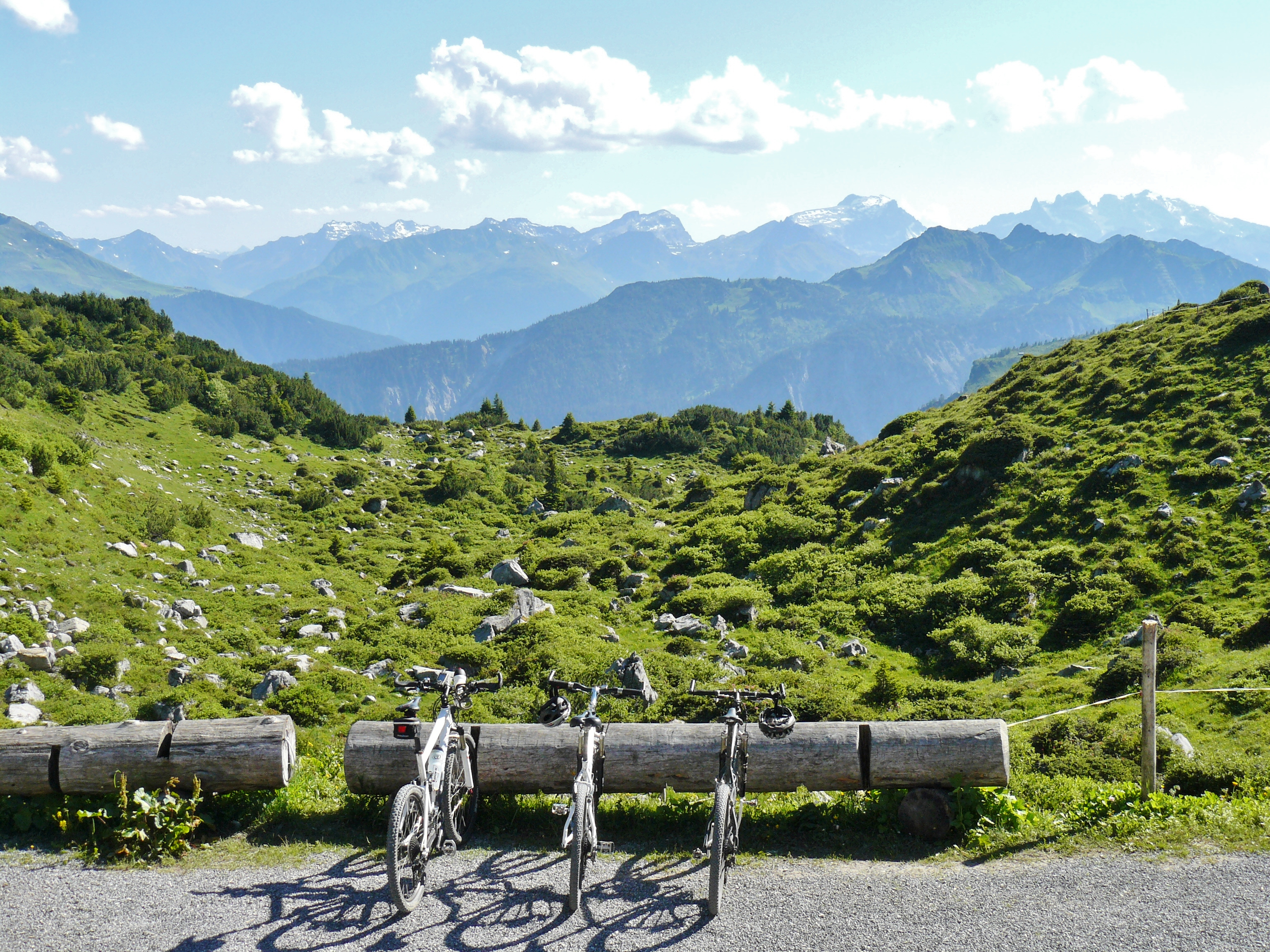
Die Auffahrt von Lech zum Lechquell-Gebiet bei der Freiburger Hütte gehört zu den beliebten Unternehmungen mit Mountainbike

Lech ist im Sommer und Herbst auch ein beliebtes Revier für Mountainbiker. Die Transalp-Routen Heckmair-Route und Joe-Route führen durch Lech.

### Wanderwege
Für Wanderer stellen die Lechquellenrunde und der Robert-Bosch-Weg Möglichkeiten dar, die Bergwelt von Lech zu erkunden. Viele der Wanderwege rund um Lech können durch die auch im Sommer geöffneten Anlagen und durch sogenannte Wanderbusse erreicht werden. Bewirtschaftete und unbewirtschaftete Alpenvereinshütten sind von Lech aus auf verschiedenen Wanderwegen erreichbar.
Lechweg
- Formarinsee – Lech

14,3 km – 3½ Stunden – Aufstieg 59 hm – Abstieg 494 hm
- Lech – Warth

9,3 km – 5 Stunden – Aufstieg 593 hm – Abstieg 544 hm
Der Grüne Ring (3 Etappen)
- Bergstation – Rüfikopf – Monzabonsee – Talstation Trittkopflift – Zürs am Arlberg

7,2 km – 2–2½ Stunden – Aufstieg 131 hm – Abstieg 703 hm
- Seekopf – Bergrestaurant – Madlochjoch – Lechweg – Zug

7,3 km – 3 Stunden – Aufstieg 316 hm – Abstieg 1014 hm
- Zug – Balmalp Kriegerhorn Speichersee Kriegeralpe Libellensee Lech

9,7 km – 3½ Stunden – Aufstieg 705 hm – Abstieg 779 hm
Steinernes Meer Freiburger Hütte
8,3 km – 3½ Stunden – Aufstieg 350 hm – Abstieg 350 hm
Lech – Wästertäli – Wasserfall
4 km – 2–2½ Stunden – Aufstieg 397 hm – Abstieg 9 hm
Oberlech – Kriegeralpe – Zugertobel – Zug
7,2 km – 3–3½ Stunden – Aufstieg 388 hm – Abstieg 520 hm
Bergbahnstation Lech-Überlech – Skyspace Lech – Karhorn Auenfeld – Bodenalpe – Lech
11 km – 3½ Stunden – Aufstieg 425 hm – Abstieg 650 hm
Spullersee – Ravensburger Hütte – Stierlochalpe – Wasserfall – Lech
9 km – 3½ Stunden – Aufstieg 369 hm – Abstieg 714 hm
Rüfikopf-Rundweg
9 km – 3½ Stunden – Aufstieg 369 hm – Abstieg 714 hm
Oberlech/Schlössle – Tannegg – Auenfeldsattel – Batzenalpe / Schröcken – Kalbelesee
9 km – 2½ Stunden – Aufstieg 288 hm – Abstieg 354 hm
Zürs – Zürsersee – Madlochjoch – Mittagsspitze – Bärenkopf – Zug
9,5 km – 5½ Stunden – Aufstieg 793 m – Abstieg 1005 m
Formarinsee – Schönbühel – Johannesköpfe – Göppinger Hütte – Gasthaus Älpele
12,5 km – 6 Stunden – Aufstieg 861 hm – Abstieg 1171 hm
Klettersteig: Steffisalp Express – Warther Horn – Karhorn – Karalpe – Bodenalpe
6 km – 4½ Stunden – Aufstieg 556 hm – Abstieg 990 hm

## Wirtschaft und Infrastruktur
Im Jahresdurchschnitt 2014 waren laut einer Erhebung der Wirtschaftskammer Österreich 1872 unselbständig Beschäftigte in 227 Lecher Betrieben beschäftigt. Mit dieser Arbeitnehmerzahl war die Gemeinde Lech der größte Arbeitsplatzstandort im Vorarlberger Teil der Arlbergregion und viertgrößter Arbeitsplatzstandort im Bezirk Bludenz (nach der industriell geprägten Region um die Bezirkshauptstadt Bludenz). 
Von den Arbeitnehmern in Lech entfiel der absolut überwiegende Anteil, nämlich 1312, auf die 156 Tourismusbetriebe der Gemeinde. 235 Arbeitnehmer waren in Verkehrsbetrieben, wozu auch die Seilbahnanlagen zählen, 207 im Handel und 62 im Bank- und Versicherungssektor tätig.
Zu den größten Handelsbetrieben Lechs zählt der Ski- und Sportartikelverkäufer Strolz Sport & Mode, der seit dem Jahr 1921 im Ort ansässig ist. Daneben haben sich im Ortszentrum von Lech exklusive Boutiquen und Filialen von Luxus-Marken angesiedelt.
2010 war Lech nach ihrer Nachbargemeinde Warth die Gemeinde Österreichs mit der zweithöchsten Finanzkraft pro Kopf (6110 Euro).

### Tourismus
In der Wintersaison 2014/15 gab es in Lech 835.849 und 2015/16 863.070 Nächtigungen, in der Sommersaison 2014 151.639 und 2015 156.218 Nächtigungen. Lech ist Ziel zahlreicher prominenter Wintersportler, darunter auch seit 1959 des niederländischen Königshauses.
Stammgäste in Lech bekommen von der Gemeinde nach 10, 15, 25, 35, 45 und 55 aufeinanderfolgenden Jahren mit Aufenthalten in der Länge von mindestens sieben Übernachtungen jeweils eine Ehrennadel verliehen.

### Verkehr

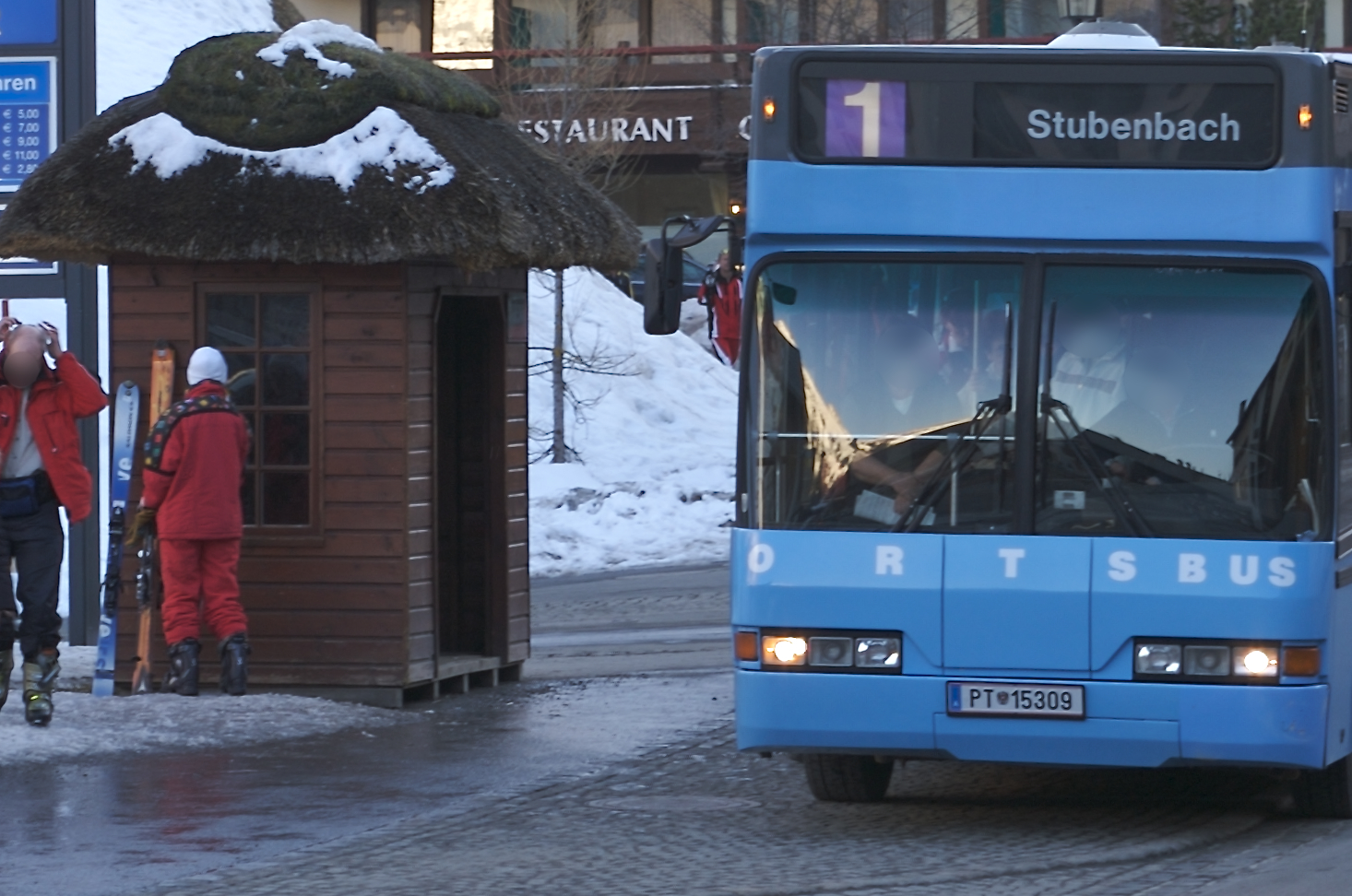
Reetgedecktes Bus-Wartehäuschen, 2007

Erreichbar ist Lech vom Klostertal aus über eine nicht wintersichere ehemalige Bundesstraße – die Lechtalstraße mit der Flexengalerie (Flexenpass) –, so dass es in den Wintermonaten immer wieder passiert, dass der Ort einige Zeit von der Außenwelt abgeschnitten ist.

Im Sommer kann Lech auch von der anderen Seite des Lechtals aus, von der Nachbargemeinde Warth, erreicht werden. Auf diesem Straßenabschnitt ist die Lechtalstraße im Winter allerdings wegen Lawinengefahr durchgängig gesperrt.
Der nächstgelegene Bahnhof ist Langen am Arlberg und auf der Tiroler Seite St. Anton am Arlberg. Diese Bahnhöfe werden von Lech aus mit der Landbuslinie 750 bzw. 760 angefahren. Im Sommer verbindet die Landbuslinie 852 Lech mit Schoppernau im Bregenzerwald. Von dort ist mit den Linien 840 bzw. 850 die Weiterfahrt bis Bregenz bzw. Dornbirn möglich.
Mehrere private Anbieter bieten im Winter Bedarfsverkehre an, um von den im größeren Umkreis gelegenen Flughäfen, wie Innsbruck und Zürich, nach Lech zu gelangen.
Im Winter befährt ein Nachtbus mit der Bezeichnung „James“ bis 03:30 Uhr die verschiedenen Ortsteile.
Innerhalb der Gemeinde Lech verbindet ein Ortsbus die Ortsteile miteinander.

### Bildung
Im Ort gibt es eine Neue Mittelschule mit 45 und eine Volksschule mit 52 Schülern (Stand Jänner 2013) sowie einen Kindergarten.

## Politik

### Gemeindevertretung
In Vorarlberg wählen die Bürger alle fünf Jahre die Mitglieder der Gemeindevertretung durch Ankreuzen eines Listen-Wahlvorschlages bzw. durch Mehrheitswahl wenn kein Listenvorschlag vorliegt. Weiters den Bürgermeister durch Ankreuzen eines Wahlvorschlages.
Die Gemeindevertretung wählt in der konstituierenden Sitzung aus ihrer Mitte – sofern keine Wahl durch die Bürger zustande kam – gemäß § 61 Gemeindegesetz einen Bürgermeister und dann einen mindestens dreiköpfigen Gemeindevorstand. Die Zahl dieser „Gemeinderäte“ darf aber gemäß § 55 den vierten Teil der Zahl der Gemeindevertreter nicht übersteigen.
Der Bürgermeister führt den Vorsitz bei den generell öffentlichen Sitzungen der Gemeindevertretung, in denen kommunale Belange besprochen und Beschlüsse gefasst werden. Beobachter haben kein Mitspracherecht und kein Stimmrecht. Die Gemeindevertretung kann nach Bedarf Ausschüsse bestellen. Sitzungen des Gemeindevorstandes und der Ausschüsse sind nicht öffentlich.

#### Sitzverteilung nach den Wahlen
- Gemeindevertretungswahlen 1985: Bürgerliste Lech/Zürs 15.[32]
- Gemeindevertretungswahlen 1990: Bürgerliste Lech/Zürs 9, Liste Lech 6.[33]
- Gemeindevertretungswahlen 1995: Bürgerliste Lech/Zürs 15.[34]
- Mangels Listen-Wahlvorschlägen erfolgten die Wahlen 2000 per Mehrheitswahl.[35]
- Gemeindevertretungswahlen 2005: Bürgerliste Lech/Zürs 11, Zukunft Lech/mitdenken-umdenken 4.[36]
- Mangels Listen-Wahlvorschlägen erfolgten die Wahlen 2010 per Mehrheitswahl.[37]
- Mangels Listen-Wahlvorschlägen erfolgten die Wahlen 2015 per Mehrheitswahl.[38]
- Gemeindevertretungswahlen 2020: Liste Lech 8, Unser Dorf 5, Zusammen uf Weg 4, Zukunft wagen 1.[39]
- Gemeindevertretungswahlen 2025: Liste Lech 7, Gemeinsam für morgen 7, Unser Dorf 3, Zukunft wagen 1.[40]

### Bürgermeister
- 1945–1955 Gebhard Jochum[41]
- 1955–1960 Johann Pfefferkorn[41]
- 1960–1965 Martin Walch[41]
- 1965–1980 Robert Pfefferkorn[41]
- 1980–1993 Johann Schneider[41]
- 1993–2020 Ludwig Muxel (Liste Lech)[41]

- 2020–2021 Stefan Jochum (Unser Dorf)[42][43][44]
- seit 6. Februar 2022 Gerhard Lucian (Liste Lech)[45][46]

### Gemeindewappen
| Wappen der Gemeinde Lech | Blasonierung: „Gespalten durch einen silbernen Wellenpfahl; vorne in Blau eine goldene Sonne, hinten in Rot auf einem schwarzen Dreiberg eine schwarze Tanne.“ |
| Wappen der Gemeinde Lech | Wappenbegründung: Die Tanne ist das klassische Symbol der Gemeinden des Bregenzerwaldes und ein Bekenntnis zu dieser Region. Das Gemeindewappen entstand im Jahre 1968 nach einem Entwurf des Schrunser Künstlers und Heraldikers Konrad Honold. Es wurde am 18. Februar 1969 von der Vorarlberger Landesregierung verliehen. |

### Gemeindepartnerschaften
- Strandkorb aus Kampen auf der „Pionierbrücke“ über den Lech (2019) Kampen auf der Insel Sylt, Schleswig-Holstein, Deutschland: Geschenk an die nordfriesische Gemeinde ist eine Gondel der ehemaligen Mohnenfluh-Bahn, die nun am Kampener Strand aufgestellt wurde. Im Gegenzug steht in Lech ein reetgedecktes Bus-Wartehäuschen.[47] In der Balmalp, an der Bergstation der Zugerbergbahn, befindet sich zudem ein Strandkorb, welcher mit einem Schriftzug der Partnerstadt versehen ist; ein weiterer auf der „Pionierbrücke“ über den Lech.

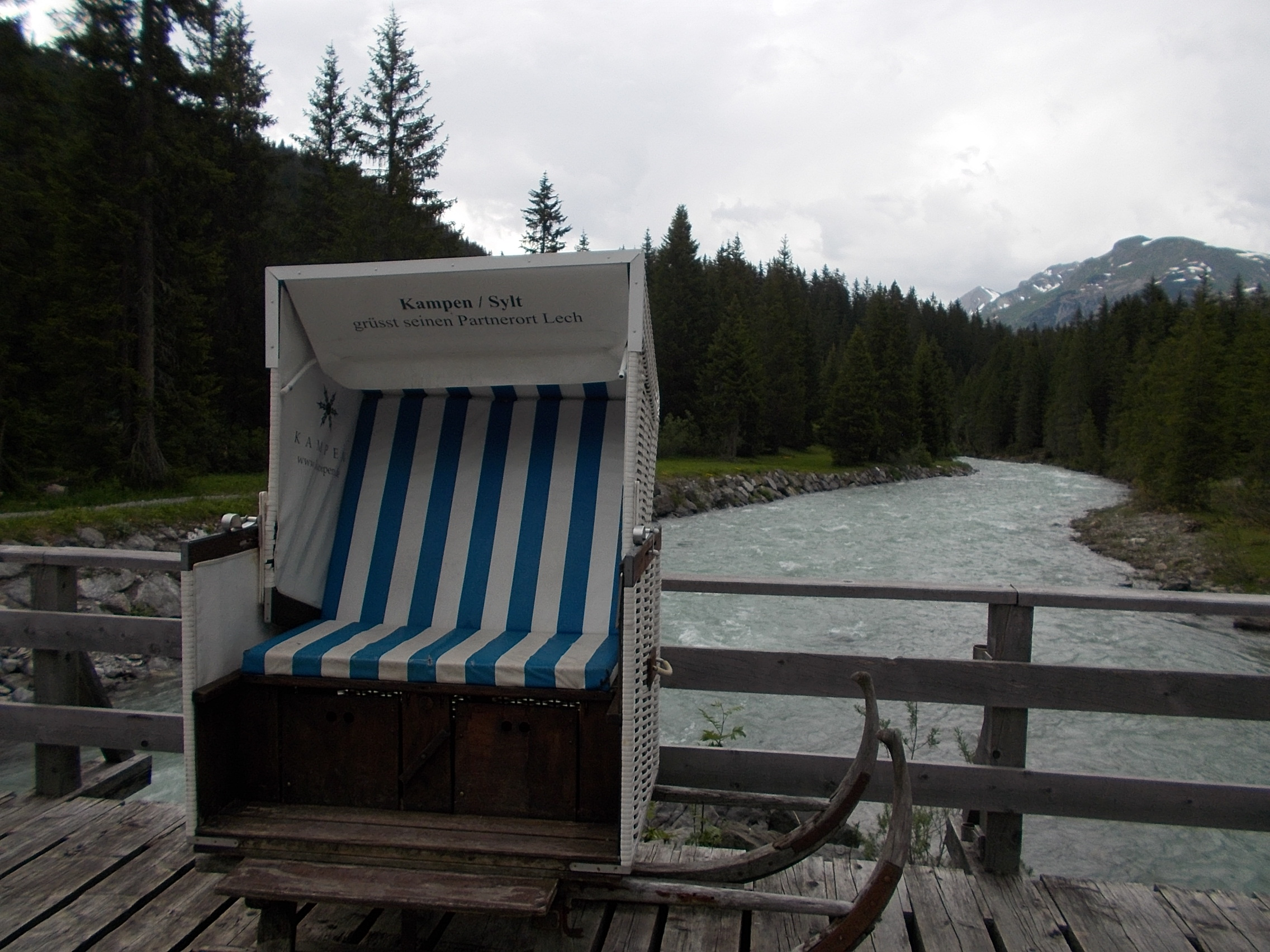
Strandkorb aus Kampen auf der „Pionierbrücke“ über den Lech (2019)

- Avon, Beaver Creek Resort, Colorado, USA: Beaver Creek Resort ist das größte US-amerikanische Wintersportgebiet in Beaver Creek und in Privateigentum. Dort befindet sich auch die weltberühmte Weltcupabfahrt „Birds of prey“ (Raubvogelpiste).
- Hakuba, Japan: das Dorf Hakuba ist die Geburtsstätte des japanischen Skisports und war Austragungsort der alpinen Wettbewerbe bei der Olympiade 1998 in Nagano.

## Persönlichkeiten

### Ehrenbürger der Gemeinde
- Martin Thurnher (1844–1922), Lehrer und Politiker (CS)

### Söhne und Töchter der Gemeinde
- Trude Jochum-Beiser (* 1927), Skirennläuferin und Olympiasiegerin
- Othmar Schneider (1928–2012), Skirennläufer und Olympiasieger
- Martin Strolz (1932–1994), Skirennläufer
- Egon Zimmermann (1939–2019), Skirennläufer und Olympiasieger
- Gerhard Nenning (1940–1995), Skirennläufer
- Edith Zimmermann (* 1941), Skirennläuferin
- Ingeborg Jochum (* 1946), Skirennläuferin
- Lorraine Huber (* 1980), Freeride-Sportlerin

### Mit der Gemeinde verbundene Persönlichkeiten
- Thorsten Probost (* 1973), Koch